# Alfred Wysocki
Alfred Wysocki (ur. 26 sierpnia 1873 w Łańcucie, zm. 3 września 1959 w Krakowie) – polski prawnik i dyplomata, senator V kadencji w II RP.

## Życiorys
Urodził się w rodzinie Alfreda Wysockiego h. Odrowąż (1848–1904), inżyniera, właściciela majątku Polna k. Grybowa w Małopolsce, i Rozalii z Miłkowskich h. Prus (1847–1903). Maturę zdał w Nowym Sączu (prawdopodobnie w tamtejszym c.-k. gimnazjum). W 1898, po studiach na Wydziale Prawniczym Uniwersytetu Jagiellońskiego w Krakowie i dwu semestrach prawa międzynarodowego w Berlinie, uzyskał stopień doktorski. W Berlinie zaprzyjaźnił się ze Stanisławem Przybyszewskim i artystami skandynawskimi. We wrześniu 1898 był sekretarzem redakcji krakowskiego tygodnika „Życie” i zastąpił Artura Górskiego jako redaktor odpowiedzialny na krótko przed przejęciem pisma przez Przybyszewskiego, sprawując funkcję do końca października tego roku. Na przełomie wieków należał do młodopolskiej bohemy lwowskiej i cieszył się zaufaniem Jana Kasprowicza, porzuconego wówczas przez żonę dla Przybyszewskiego.
W 1900 wstąpił do służby dyplomatycznej Austro-Węgier. Od listopada 1900 pracował w Namiestnictwie we Lwowie: kolejno w Radzie Szkolnej Krajowej, w urzędowym organie „Gazeta Lwowska” i w sekretariacie namiestnika. W 1910 został referentem prasy polskiej w Prezydium Rady Ministrów w Wiedniu (zastąpił na stanowisku Adama Bieńkowskiego), a w 1916 w toku I wojny światowej – kierownikiem Biura Polityczno-Prasowego i szefem cenzury austro-węgierskiego Generalnego Gubernatorstwa w Lublinie. 
Po odzyskaniu przez Polskę niepodległości został w grudniu 1918 szefem sekcji w Prezydium Rady Ministrów, a potem kierownikiem Polskiej Agencji Telegraficznej. Od 1919 pracownik MSZ RP. Od maja 1919 radca poselstwa RP i od czerwca 1920 chargé d’affaires w Pradze, następnie od października 1920 radca poselstwa RP w Berlinie. Od listopada 1922 do października 1923 generalny inspektor urzędów konsularnych w Paryżu w randze radcy legacyjnego I klasy, organizował konsulat RP w Lille, odwiedzał skupiska Polonii. Od października 1923 do stycznia 1924 w centrali MSZ. 
Od stycznia 1924 do kwietnia 1928 poseł nadzwyczajny i minister pełnomocny w Sztokholmie. Przyczynił się do przyznania w 1924 Władysławowi Reymontowi Nagrody Nobla, którą odebrał w imieniu chorego pisarza. Od kwietnia 1928 do stycznia 1931 wiceminister spraw zagranicznych RP przy Auguście Zaleskim (podsekretarz stanu) z nominacji Józefa Piłsudskiego, zajmował się usprawnieniem obiegu informacji. Według wspomnień Jana Gawrońskiego doradzał Piłsudskiemu. 
Od stycznia 1931 do lipca 1933 poseł nadzwyczajny i minister pełnomocny w Berlinie, gdzie otrzymał od Piłsudskiego misję poprawy stosunków polsko-niemieckich, osiągając cel po przejęciu władzy przez Adolfa Hitlera. Wyniósł z tego okresu liczne znajomości w późniejszych kołach kierowniczych III Rzeszy, a Adolf Hitler podarował mu na odjezdnym swój portret z serdeczną dedykacją. Od lipca 1933 do czerwca 1938 ambasador RP w Rzymie (przy Kwirynale), prowadził liczne rozmowy z dyktatorem Benito Mussolinim i powołanym w 1936 ministrem spraw zagranicznych Galeazzo Ciano. Z dniem 15 maja 1938 przeniesiony w stan spoczynku. Po odejściu ze służby dyplomatycznej w latach 1938–1939 senator Rzeczypospolitej z nominacji prezydenta Ignacego Mościckiego. Mieszkał w willi na Żoliborzu, która uległa spaleniu wraz z jego biblioteką i notatkami podczas powstania warszawskiego.
W czasie okupacji niemieckiej podczas II wojny światowej przebywał w Warszawie, gdzie kierował w strukturach Rady Głównej Opiekuńczej (RGO) Działem Opieki nad Więźniami w Polskim Komitecie Opiekuńczym Warszawa-Miasto. Z racji swych kontaktów z okresu berlińskiego podejmował od marca 1940 interwencje dyplomatyczne przeciw represjom niemieckim wobec Polaków (m.in. po zamachu na Kutscherę z 1 lutego 1944), które spotykały się z żądaniem przerwania polskiego oporu przeciwko okupacji. W styczniu 1941 był konsultowany w Warszawie przez emisariuszkę rządu gen. Władysława Sikorskiego, Lucianę Frassati-Gawrońską, w sprawie kandydatury na pierwszego Delegata Rządu na Kraj. 15 grudnia 1941 odbył z częściowej inspiracji RGO rozmowę z gubernatorem Hansem Frankiem (za zgodą Hitlera, który określił Wysockiego „jedynym Polakiem, którego może ścierpieć”) domagając się złagodzenia represji wobec ludności polskiej i otrzymując podziękowania za działalność polskich kolejarzy, policjantów, robotników i urzędników. Rozmowa ta została wykorzystana propagandowo przez Niemców jako przejaw gotowości Polaków do współpracy, potępiona jako inicjatywa pozbawiona upoważnienia przez organy polskiego państwa podziemnego i ostro skrytykowana przez prasę podziemną wszystkich opcji politycznych. Przyniosła nasilenie niemieckich prób wciągnięcia RGO do systematycznej współpracy z władzami okupacyjnymi. W chwili wybuchu powstania warszawskiego Wysocki przebywał na wsi pod Warszawą. Uczestniczył w delegacji RGO do Josefa Bühlera w sprawie niemieckiego wywozu i niszczenia dóbr kultury w Warszawie 6 listopada 1944, która również nie przyniosła rezultatów.
Po 1945 osiadł w Krakowie. Pisywał wówczas do Tygodnika Powszechnego, Życia Literackiego i Twórczości. Pozostawił pamiętniki, spisane w latach 1940–1943 z wykorzystaniem posiadanych materiałów i pierwotnie opublikowane tylko częściowo:
- Sprzed pół wieku, oprac. Juliusz Kijas, wyd. II, Wydawnictwo Literackie, Kraków 1958,
- Tajemnice dyplomatycznego sejfu, oprac. Wojciech Jankowerny, Książka i Wiedza, Warszawa 1974,
- Na placówce dyplomatycznej w Sztokholmie 1924–1928, oprac. Paweł Jaworski, Wydawnictwo Adam Marszałek, Toruń 2004, ISBN 83-7322-989-2.

Dzięki staraniom Ministerstwa Spraw Zagranicznych przygotowano pełną edycję wspomnień:
- Dzieje mojej służby, tom I: 1900–1933, oprac. Piotr Kołakowski, Henryk Walczak(inne języki), Ministerstwo Spraw Zagranicznych, Warszawa 2024,
- Dzieje mojej służby, tom II: 1933–1938, oprac. Piotr Kołakowski, Henryk Walczak, Ministerstwo Spraw Zagranicznych, Warszawa 2025.

Zmarł w Krakowie. Pochowany na cmentarzu Rakowickim (kwatera XIIIA-płd-po prawej Rudnickich).
Był mężem Marii z domu Lange (1877–1958).

## Ordery i odznaczenia
- Wielka Wstęga Orderu Odrodzenia Polski (10 listopada 1938)[26]
- Krzyż Komandorski z Gwiazdą Orderu Odrodzenia Polski (11 listopada 1936)[27][28]
- Krzyż Komandorski Orderu Odrodzenia Polski (7 listopada 1925)[29][30]
- Złoty Krzyż Zasługi (20 czerwca 1928)[31][30][32]
- Medal Dziesięciolecia Odzyskanej Niepodległości[30]
- Krzyż Wielki Orderu Chrystusa (Portugalia, 1931)[30][33][34]

- Wielka Wstęga Orderu Korony Rumunii (Rumunia)[30][34]
- Wielka Wstęga Orderu św. Sawy (Jugosławia)[30][34]
- Wielka Wstęga Orderu Zasługi Cywilnej (Bułgaria)[30][34]
- Wielka Wstęga Orderu Zasługi Cywilnej (Hiszpania)[34]
- Wielka Wstęga Orderu Zasługi (Węgry)[30][34]
- Wielka Wstęga Orderu Korony (Belgia)[30][34]
- Wielka Wstęga Orderu Zasługi (Chile)[30][34]
- Wielka Wstęga Orderu Gwiazdy Polarnej (Szwecja)[30]
- Wielka Wstęga Orderu Lwa Białego (Czechosłowacja)[30][34]
- Wielka Wstęga Orderu św. Olafa (Norwegia)[30][34]
- Wielka Wstęga Orderu Korony Włoch (Włochy)[34][30][35]
- Wielka Wstęga Orderu śś. Maurycego i Łazarza (Włochy)[35]
- Wielki Oficer Orderu Legii Honorowej (Francja)[30][34].
- Odznaka Honorowa Czerwonego Krzyża (Austria)[35]